# بني لحية (الطيال)

تعديل مصدري - تعديل

بني لحية هي إحدى قرى عزلة بني جبر بمديرية الطيال التابعة لمحافظة صنعاء، بلغ تعداد سكانها 61 نسمة حسب تعداد اليمن لعام 2004.